# Cratere Zir
Zir  è un cratere sulla superficie di Marte.